# Musselina
Musselina (português europeu) ou Musseline (português brasileiro) (do francês mousseline) é um tipo de tecido muito leve e transparente, usado na confecção de vestuário feminino.

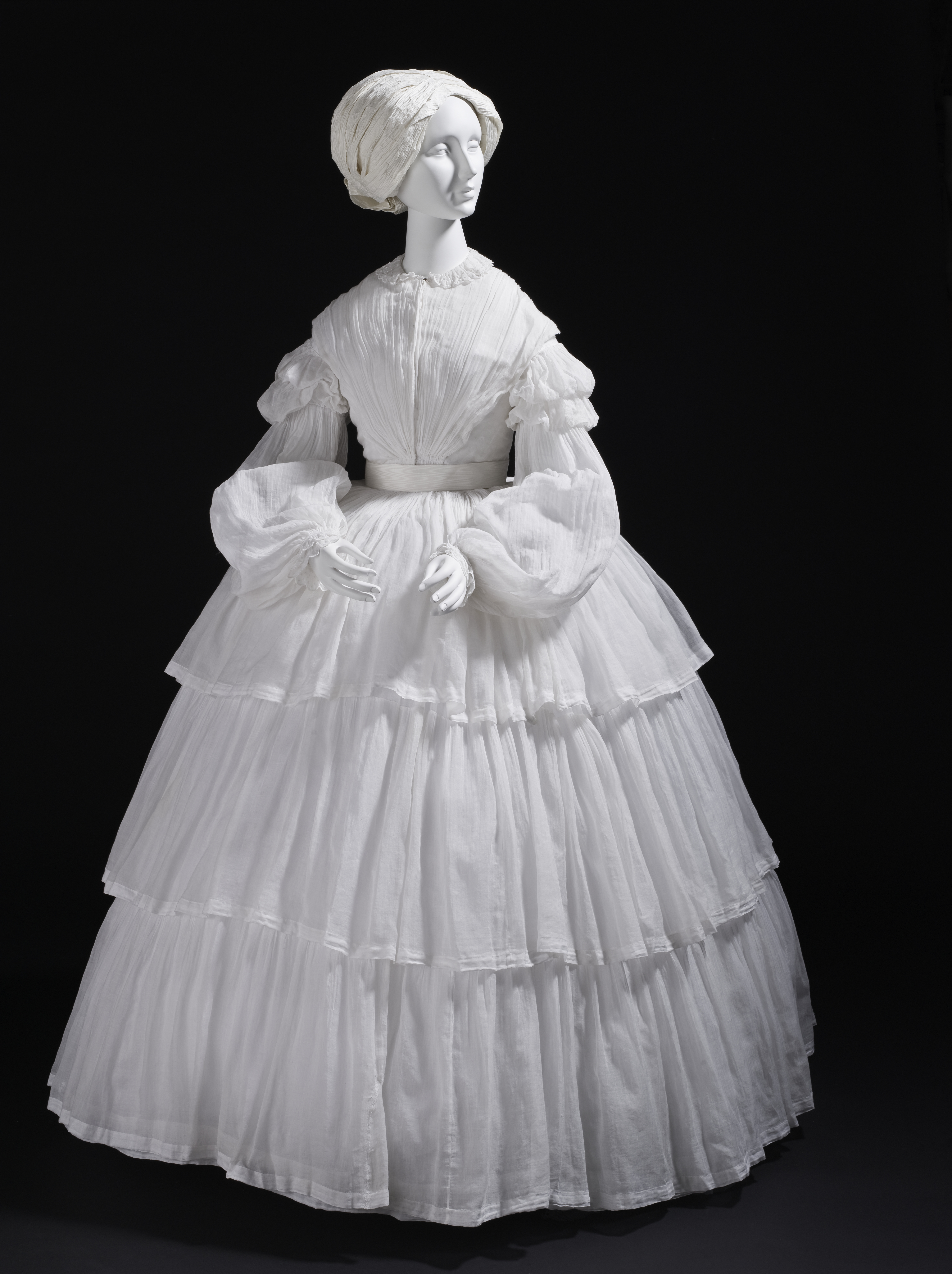
Vestido feminino de musseline com camadas. Europa, circa 1855.

Apesar da origem do nome indicar o local onde comerciantes encontravam o tecido, na cidade de Mossul, Iraque, este tipo de fibra tem sua origem em outros locais: há quem afirme que vem de Masulipatão, na Índia. Outros afirmam que vem de Daca, Bangladexe.